# Lionneta sechellensis
Espèce
Statut de conservation UICN

 EN B1ab(iii)+2ab(iii) : En danger
Lionneta sechellensis est une espèce d'araignées aranéomorphes de la famille des Oonopidae.

## Distribution
Cette espèce est endémique des Seychelles. Elle se rencontre sur Mahé, Praslin, Curieuse et Silhouette.

## Étymologie
Son nom d'espèce, composé de sechelle et du suffixe latin -ensis, « qui vit dans, qui habite », lui a été donné en référence au lieu de sa découverte, les Seychelles.

## Publication originale
- Benoit, 1979 : Contributions à l'étude de la faune terrestre des îles granitiques de l'archipel des Séchelles (Mission P.L.G. Benoit - J.J. Van Mol 1972). Oonopidae (Araneae). Revue de Zoologie Africaine, vol. 93, p. 185-222.